# Súng trường tự động Fyodorov
Súng trường tự động Fyodorov (tiếng Nga:Автомат Фёдорова) là một trong các loại súng trường tự động (Automatic rifle) được phát triển sớm nhất và cũng là loại đầu tiên trong dòng vũ khí này được mang ra chiến đấu. Nó được phát triển bởi Vladimir Grigoryevich Fyodorov và sản xuất tại Nga năm 1916. Thiết kế của nó là cơ sở để phát triển loại súng hiện đại hơn sau đó là khẩu StG 44. Khoảng 3.200 khẩu đã được sản xuất tại thành phố ở Kovrov từ năm 1915 đến năm 1924. Năm 1919 sau khi sản xuất khẩu thứ 500 thì tốc độ sản xuất đã được nâng lên. Loại súng này đã được nhìn thấy Nga sử dụng tác chiến trong cuộc chiến tranh thế giới thứ nhất năm 1916, nội chiến Nga và sau đó là cuộc chiến mùa Đông với Phần Lan năm 1940. Một số đã được cung cấp cho các lực lượng tinh nhuệ trong Hồng quân. Fedorov Avtomat được xem là tiền thân của các loại súng trường tấn công hiện đại do trọng lượng tương đối nhẹ, băng đạn có thể tháo rời, sử dụng loại đạn có kích thước trung bình và có khả năng chọn chế độ bắn.

## Phát triển
Đại úy V. Fyodorov đã chế tạo mẫu súng trường thử nghiệm bán tự động năm 1906. Ông đã làm việc với thiết kế của Vasily Degtyaryov người trợ lý của ông. Mẫu sau đó được trình lên Ủy ban súng trường của Nga năm 1911, sau đó nhận được lệnh làm thêm 150 khẩu nữa để thử nghiệm. Năm 1913 Fyodorov đã trình một mẫu súng trường tự động sử dụng loại đạn 6.5 mm riêng do ông chế tạo ra gọi là đạn 6.5mm Fyodorov. Loại đạn không có vành mới này nhỏ hơn loại đạn có vành 7.62x54mmR của Nga, kích thước của loại đạn mới phù hợp với các loại vũ khí tự động và có độ giật ít hơn. Loại đạn thử nghiệm này có trọng lượng 8,4 g và có sơ tốc là 840 m/s với năng lượng phát sinh là 3.140 J (loại đạn 7.62x54mmR tạo ra mức năng lượng 3.600-4.000 J).
Các cuộc thử nghiệm loại súng mới với loại đạn 6.5mm Fyodorov đã cho các kết quả khả quan. Tuy nhiên do tính toán việc chế tạo loại đạn mới là không khả thi nên đã có quyết định chuyển việc sử dụng loại đạn 6.5mm Fyodorov thành loại đạn 6.5x50mm Arisaka của Nhật Bản (loại đạn này nặng 9,0 g có sơ tốc 660 m/s và mức năng lượng tạo ra là 1.960 J). Loại đạn 6.5x50mm Arisaka được chọn do nó có cùng kích thước với loại đạn thử nghiệm và dễ dàng được mua với số lượng lớn do nó khá phổ biến trong chiến tranh thế giới thứ nhất.

## Hoạt động

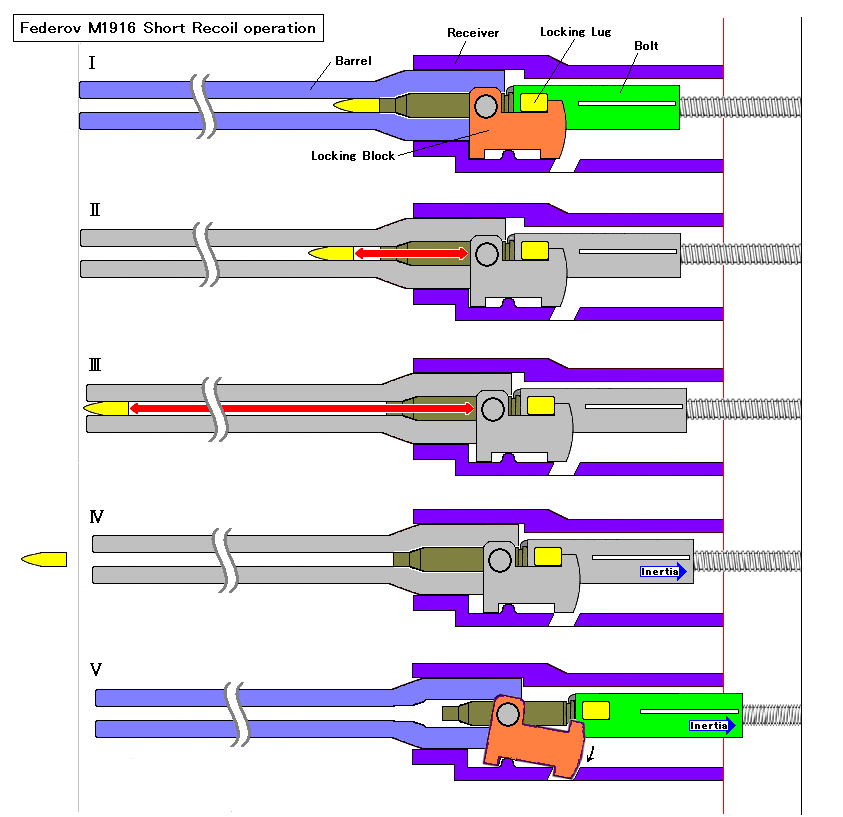
Cơ chế hoạt động của Fedorov

Fedorov Avtomat sử dụng hệ thống nạp đạn bằng độ giật lùi nòng, cơ chế khóa sau nòng và bắn khi bolt đóng. Bolt được khóa bởi hai con quay hình quả tạ gắn ở hai bên khóa nòng, bolt có các móc để cố định viên đạn. Khi bắn nòng sẽ lùi vào khoảng 10 mm hấp thu độ giật sau khi bắn, nó sẽ mở khóa bolt đẩy bolt ra sau để đẩy vỏ đạn rỗng ra ngoài sau đó nạp viên đạn mới vào khoang chứa đạn khi bolt trở về vị trí cũ. Tuy nhiên thiết kế này có nhược điểm là làm cho các bộ phận dễ bị mòn và không đáng tin cậy trong môi trường bụi đất.

## Sản xuất
Năm 1915 nhu cầu về các loại vũ khí nhẹ và tự động để trang bị, quân đội Nga đã yêu cầu sản xuất một lượng lớn loại súng trường tự động Fedorov cùng các hộp đạn rời. Việc chế tạo loại đạn mới không còn là vấn đề khi việc thay thế loại đạn 6.5 mm Fedorov bằng loại đạn 6.5x50mm Arisaka đã được thông qua, loại đạn này đã được mua với số lượng lớn từ Nhật và Anh. Việc thay đổi loại đạn chỉ dẫn đến thay đổi rất nhỏ trong thiết kế của súng là khoang chứa đạn trở nên dài hơn một tí và xếp lại vị trí của bộ phận ngắm. Năm 1916 Ủy ban vũ khí của quân đội Nga đã yêu cầu sản xuất không dưới 25.000 khẩu. Đến đầu năm 1918 thì giảm xuống còn 9.000 khẩu nhưng do tình trạng hỗn loạn xảy ra khi cuộc cách mạng tại Nga nổ ra nên chỉ có 3.200 khẩu được sản xuất sau đó việc sản xuất hoàn toàn bị ngừng lại.